# Saint-Maime

Saint-Julien-du-Verdon este o comună în departamentul Alpes-de-Haute-Provence din sud-estul Franței. În 1 ianuarie 2022 avea o populație de 904 de locuitori.